# Felsenkeller (Darmstadt)
Der Felsenkeller in der Dieburger Straße 80 ist ein Bauwerk im südhessischen Darmstadt.

## Geschichte und Beschreibung
In ca. 10 Meter Tiefe befindet sich eine umfangreiche Anlage von Kühlkellern der ehemaligen Brauerei Heinrich Orlemann. Von einem rund 25 Meter langen, ca. 4 Meter breiten und ca. 3 Meter hohen Hauptkeller gehen mehrere Seitenkeller – unter anderem ein tiefer gelegener „See“ und eine gemauerte, 8 Meter hohe Kuppel – sowie mehrere heute verschüttete Gänge ab. Die Kellerdecken sind zum Teil gemauert oder mit Entlastungsbögen abgestützt. Allen gemauerten Teilen gemeinsam ist das im Jahre 1872 (nach anderen Angaben 1873) eingeführte Reichsformat. Die Anlage ist vermutlich um das Jahr 1882 zusammen mit einer Fasshalle entstanden.

## Denkmalschutz
Aus architektonischen, industriegeschichtlichen und stadtgeschichtlichen Gründen gilt das Bauwerk als Kulturdenkmal.